# Quinziano di Rodez
Quinziano (Africa, V secolo – Clermont-Ferrand, 525) è stato il secondo vescovo di Rodez e poi arcivescovo di Clermont.

## Biografia
Quinziano era nativo dell'Africa tradizionalmente legato a Cartagine, fuggito in Francia per sfuggire dalle persecuzione dei Vandali. Alla morte di Amanzio nel 487, Quinziano gli succedette come vescovo di Rodez. Nel 508 ha partecipato al Concilio di Agde e nel 511 a quello di Orleans. Durante la guerra tra Franchi e Visigoti, egli fu un grande sostenitore di Clodoveo I. Per sfuggire dalle persecuzioni degli ariani visigoti, trovò rifugio presso il vescovo di Eufrasio e dopo la sua morte nel 515, Quinziano fu posto a capo dell'arcidiocesi di Clermont dove rimase fino alla sua morte, nel 525.

## Culto
La Chiesa cattolica lo ricorda il 13 febbraio, tuttavia a Rodez la festa è il 14 giugno.
(Martirologio Romano)